# چرشووو (استان بلاگووگراد)
چرشووو (به بلغاری: Chereshovo) یک منطقهٔ مسکونی در بلغارستان است که در شهرستان بلیتسا واقع شده‌است. چرشووو ۹٬۳۳۵ کیلومتر مربع مساحت و ۲۷۰ نفر جمعیت دارد و ۱٬۳۱۹ متر بالاتر از سطح دریا واقع شده‌است.